# コスティア・コンスタンティノフ
コスティア・コンスタンティノフ（ロシア語: Костя Константинов; ラテン文字表記例：Kostia Konstantinov, Kostia Konstantinoff, 1903年6月15日 - 1947年5月30日）は、ロシア出身のピアノ奏者、指揮者、作曲家。

## 経歴
1903年、ロシア帝国領オデッサで生まれた。18歳の時にコンスタンティノープル経由で欧州に出て、ベルリンとパリで音楽を学んだ。ピアノに関しては、エゴン・ペトリ、作曲の点ではトーマス・ハルトマン(Thomas de Hartmann)の助言を受けた。
1920年代にはパリでピアノ伴奏やオペラの指揮を請け負ってキャリアを積み、1930年代にはシャンゼリゼ劇場のロシア音楽祭に参加したり、マイケル・チェーホフの劇団のために劇音楽を提供したりした。1933年、パリ交響楽団を指揮して自作の交響詩《スタディアム》を発表した。1940年からパリ放送のピアニスト兼指揮者として活動。
第二次世界大戦後
第二次世界大戦後の1946年にはロンドン、ウィーン、コペンハーゲンを演奏して回った。1947年にアメリカに遠征したが、飛行機事故により死去。